# Au vorm Wald
Au vorm Wald ist ein Dorf und ein Ortsteil der Gemeinde Hunderdorf im niederbayerischen Landkreis Straubing-Bogen.

## Geographie
Das Dorf Au vorm Wald liegt in der gleichnamigen Gemarkung am östlichen Rand der Flussaue des Bogenbachs und westlich der Staatsstraße 2139, etwa zwei Kilometer nördlich von Hunderdorf auf einer Höhe von etwa 344 m ü. NHN.

## Geschichte

### Hofmark
Die Hofmark Au vorm Wald gehörte zum Landgericht Mitterfels. Die Hofmarksherren hatten ihren Sitz im Schloss Au vorm Wald.

### Ehemalige Gemeinde
Aus der Hofmark gleichen Namens entstand die Gemeinde mit den Ortsteilen Au vorm Wald, Brandstatt, Etz, Hasenquanten und Schafberg. 1946 verlor die Gemeinde ihre Eigenständigkeit und wurde nach Steinburg eingemeindet.

### Einwohnerentwicklung
| Dorf                    | Gemeinde         |
| ----------------------- | ---------------- |
| 1840:                   | 0191 Einwohner   |
| 1861: 0097 Einwohner000 | 0192 Einwohner00 |
| 1867:                   | 0194 Einwohner   |
| 1871: 0086 Einwohner    | 0190 Einwohner   |
| 1875: 0089 Einwohner    | 0174 Einwohner   |
| 1885: 0099 Einwohner    | 0174 Einwohner   |
| 1900: 0070 Einwohner    | 0151 Einwohner   |
| 1925: 0090 Einwohner    | 0166 Einwohner   |
| 1939:                   | 0157 Einwohner   |
| 1950: 0121 Einwohner    |                  |
| 1961: 0131 Einwohner    |                  |
| 1970: 0123 Einwohner    |                  |
| 1987: 0116 Einwohner    |                  |

Im Zuge der Gebietsreform in Bayern wurde die Gemeinde Steinburg am 30. April 1978 aufgelöst und nach Hunderdorf eingemeindet.

## Kultur und Sehenswürdigkeiten

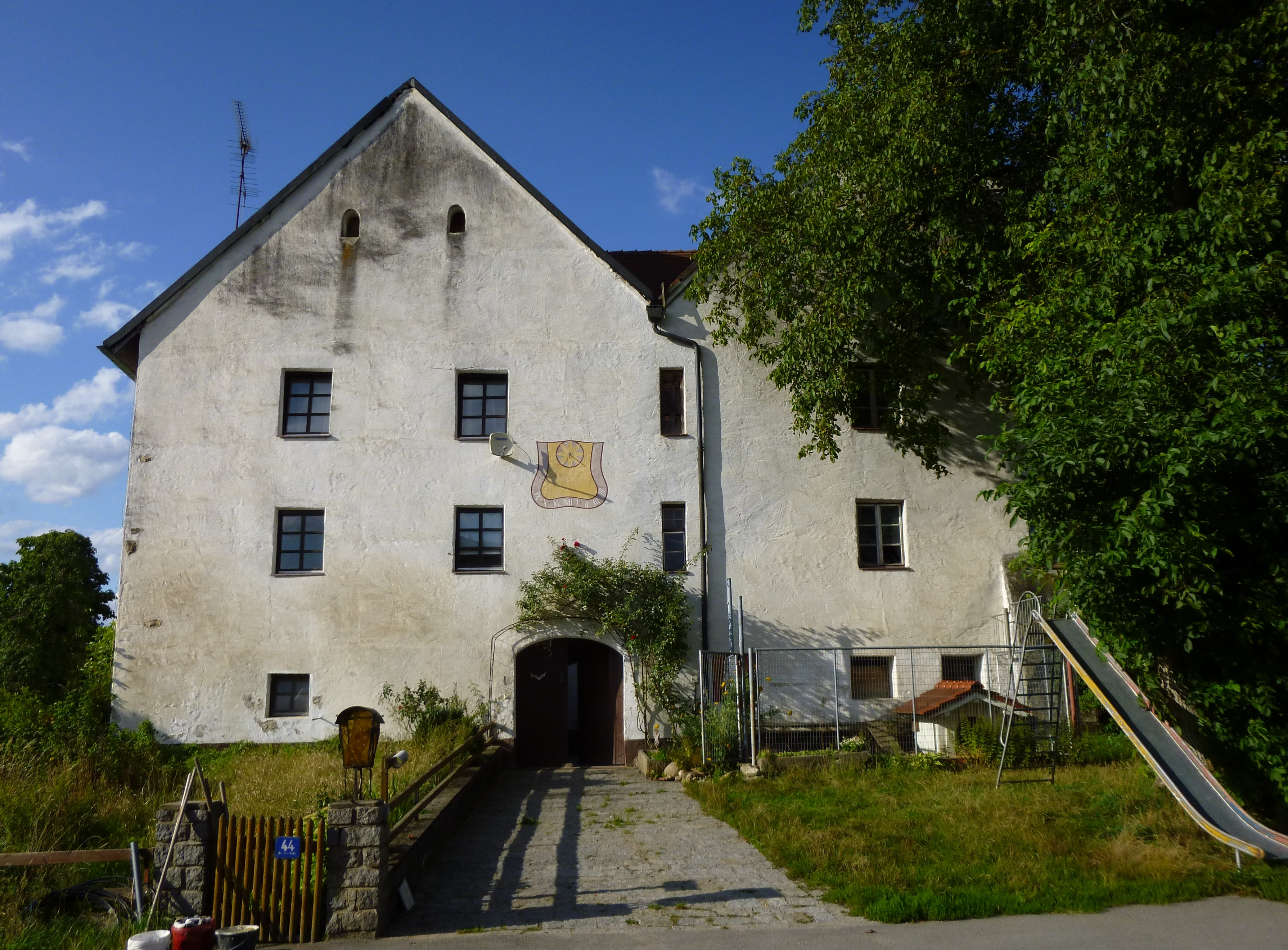
Schloss Au vorm Wald

Schloss Au vorm Wald ist eine im Kern spätgotische ehemalige Wasserschlossanlage aus dem 16./17. Jahrhundert mit der katholischen Schlosskapelle St. Valentin. Teile der Anlage  wurden bis 1959 als Schule genutzt.

## Baudenkmäler
Siehe: Liste der Baudenkmäler in Au vorm Wald